# 충주중앙중학교
충주중앙중학교(忠州中央中學校)는 대한민국 충청북도 충주시 교현동에 있는 공립 중학교이다.

## 학교 연혁
- 1993년 5월 27일 : 충주중앙중학교 30학급 설립인가
- 1994년 3월 3일 : 충주중앙중학교 제1회 입학식
- 1994년 3월 19일 : 충주중앙중학교 개교, 과학관 준공식 거행
- 2008년 12월 17일 : 국원관 준공(다목적실 및 급식소)
- 2011년 2월 16일 : 레슬링부 휴게실 및 연습장 준공
- 2011년 6월 9일 : 선진형 교과교실 운영을 위한 자율학교 지정
- 2016년 3월 1일 : 충청북도교육청 지정 교육실습 협력학교 지정
- 2023년 3월 1일 : 제17대 최장민 교장 부임
- 2024년 1월 5일 : 제28회 졸업식(남 83명, 여 77명 계 160명, 누계 8,227명)
- 2024년 3월 4일 : 제31회 입학(남 85명, 여 56명 계 141명)

## 참고 자료
- 충주중앙중학교 - 한국교육학술정보원 학교알리미